# Louis de Fourcaud

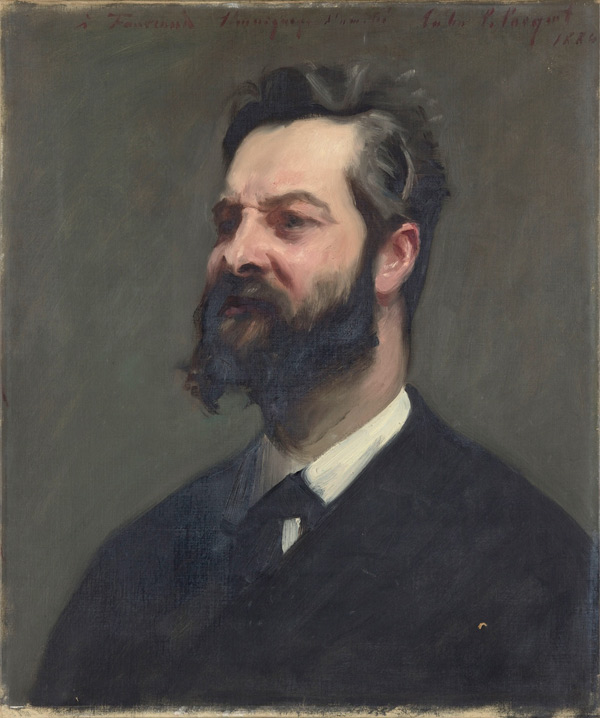
John Singer Sargent:
Porträt Louis de Fourcaud, 1884

Louis de Fourcaud, eigentlich Louis de Boussès de Fourcaud, (* 5. November 1851 in Beaumarchés, Département Gers; † 19. Oktober 1914 ebenda) war ein französischer Journalist, Kunstkritiker und Schriftsteller.

## Leben
Fourcaud begann nach seiner Schulzeit ein Studium am Conservatoire de Paris; u. a. lernte er dort das Cellospielen. Fast parallel dazu wurde er an der École nationale des chartes Schüler des Historikers Jules Quicherat.
Im Anschluss daran begann Fourcaud für die Feuilletons verschiedener Zeitungen und Zeitschriften zu schreiben. Für diese Artikel benützte er oft Pseudonyme, wie „Lambert“, „George“ und „Junius“; von seinen Kollegen erhielt er bald schon den Spitznamen „Salonard“ (Salonlöwe). Als Kunstkritiker schrieb er bis an sein Lebensende für die Zeitschrift Le Gaulois. Von 1879 an wirkte er auch als freier Mitarbeiter bei der Revue wagnériènne und zwei Jahre später konnte er auch noch gelegentlich in der Zeitung Clairon publizieren.
Im Juni 1884 verfasste Fourcaud seinen ersten Artikel („Le salon de 1884“) in der Gazette des Beaux-Arts. Im selben Jahr malte John Singer Sargent sein Porträt (heute Musée d’Orsay). 1891 berief man ihn in den „Conseil supérieur des beaux-arts“ und als solcher wurde er zwei Jahre später als Prof. für Ästhetik und Kunstgeschichte der Nachfolger von Hippolyte Taine. Für sein Lebenswerk verlieh die Académie des Beaux-Arts Fourcaud 1913 die Ehrenmitgliedschaft.

## Rezeption
Neben der bildenden Kunst, die nach eigenem Bekunden Fourcauds sich auf den Schwerpunkt - Französische Malerei und Bildhauerei des 17. Jahrhunderts - festlegen lässt, setzte sich Fourcaud auch mit der Musik seiner Zeit auseinander. Fourcaud gilt als Wagnerianer der ersten Stunde. Aber auch die Werke von Hector Berlioz, César Franck, Charles François Gounod, Camille Saint-Saëns oder Ambroise Thomas interessierten ihn und er schrieb darüber.
Durch das eigene literarische Schaffen hatte die moderne Literatur einen großen Stellenwert für Fourcaud. Er war u. a. bekannt mit Émile Augier, Jules Amédée Barbey d’Aurevilly, Alexandre Dumas der Jüngere, Gustave Flaubert, Victor Hugo, Alfred de Musset und Émile Zola. Durch seine Gedichte wurde der Verleger Alphonse Lemerre auf ihn aufmerksam und lud ihn ein, an der später berühmt gewordenen Anthologie Le Parnasse contemporain mitzuarbeiten. Heute zählt Fourcaud zum Umfeld der literarischen Vereinigung der Parnassiens.

## Werke (Auswahl)
- Alfred de Curzon, peintre (1820-1895). Sa vie, son œuvre. Laurens, Paris 1914 (2 Bde.)
- Les artistes de toutes temps. Émile Gallé. Librairie de l'art ancien & moderne, Paris 1903.
- Cours d'esthétique et d'histoire de l'art. Trois années, 60 leçons. Impr. nationale, Paris 1893.
- Évolution de la peinture au XIXe siècle. Impr. Nationale, Paris 1890.
- François Rude, sculpteur. Ses œuvres et son temps. Librairie de l'art ancien & moderne, Paris 1904.
- Hieronymus van Acken, dit Jérôme Bosch. Barnger, Paris 1912.
- Jean Siméon Chardin. Ollendorff, Paris 1900.
- Les maîtres modernes. Bastien-Lepage, sa vie, ses œuvres. Baschet, Paris 1885.
- Les maîtres modernes. Théodule Ribot, sa vie et ses œuvres. Baschet, Paris 1885.
- L'œuvre de Alfred Philippe Roll. Guérinet, Paris 1896.
- Revue de l'exposition universelle de 1889. Motteroz, Paris 1889 (zusammen mit François Guillaume Dumas)
- Richard Wagner. Les étapes de sa vie, de sa pensée et de son art. Hachette, Paris 1923 (posthum)
- La Salle Pleyel. Impr. réunis, Paris 1893 (zusammen mit Arthur Pougin und Léon Pradel)